# Steve Delaval
Steve Delaval (31 gennaio 1987) è un ex giocatore di football americano francese che ha giocato come wide receiver.